# Miquela de Valois
Miquela de Valois (París 1395 - Gant 1422), princesa de França i duquessa consort de Borgonya (1419-1422).

## Orígens familiars
Nasqué a la cort francesa de París l'11 de gener de 1385 sent filla del rei Carles VI de França i la seva esposa Elisabet de Baviera. Era neta per línia paterna de Carles V de França i Joana de Borbó, i per línia materna d'Esteve III de Baviera i Tadea Visconti. Fou germana del també rei Carles VII de França.

## Núpcies i descendents
Es prometé el 28 de gener de 1405 amb l'infant Felip de Borgonya, futur duc Felip III de Borgonya, del qual fou la seva primera esposa casant-se a París el juny de 1409.
Miquela de Valois morí a Gant el 8 de juliol de 1422 sense haver donat cap fill al duc de Borgonya.